# کارل ویر
کارل ویر (انگلیسی: Carl Ware) کارآفرین، بازرگان و مدیر ارشد اجرایی آمریکایی است، که در حال حاضر به‌عنوان عضو هیئت مدیره شرکت شورون و قائم مقام مدیرعامل شرکت کوکاکولا فعالیت می‌کند.